# 3 a.m. (Eminem)
3 a.m. è un singolo del rapper statunitense Eminem, pubblicato il 23 aprile 2009 come terzo estratto dal sesto album in studio Relapse.
Al contrario del primo singolo, We Made You, questo ha uno stile più cupo ed ha un accento diverso dal solito poiché Eminem vuole figurare la sua ricaduta dalla dipendenza di idrocodone. Infatti, nella traccia skit precedente dell'album, Eminem parla con il "Dr. West" che, vietandogli le Vicodin, scatena in lui la rinascita del suo alter ego malvagio Slim Shady (morto alla fine dell'LP "Encore").
Inoltre questo è un tributo all'amico e rapper Proof, morto alle ore 3 a.m. (da qui il titolo della canzone).
Il 28 febbraio 2018, la RIAA lo ha certificato singolo d'oro per le 500 000 copie vendute nel mercato statunitense.

## Video
Il video, che è stato pubblicato via Cinemax il 2 maggio, è stato filmato a Detroit, nel centro di riabilitazione di Popsomp Hills.
Il video, dalle caratteristiche horror e splatter, mostra Eminem che sotto l'effetto degli allucinogeni quali Vicodin e Valium immagina di aver ucciso in modo orrendo tutti quelli che gli erano intorno durante la riabilitazione.

## Altre versioni
Il 29 maggio 2009 Travis Barker, batterista dei Blink-182, incise e pubblicò un remix della canzone in stile rock rap.